# Arcoppia tripartita
Arcoppia tripartita är en kvalsterart som först beskrevs av Hammer 1961.  Arcoppia tripartita ingår i släktet Arcoppia och familjen Oppiidae. Inga underarter finns listade i Catalogue of Life.